# 문천항선
문천항선(文川港線)은 강원도 문천시에 있는 옥평역과 답촌역을 연결하는 조선민주주의인민공화국의 철도노선이다. 조선무연탄주식회사(朝鮮無煙炭株式會社)에서 1943년 12월 17일에 함경선 문천역(옥평역)과 원산북항역(元山北港驛) 구간을 사설철도로 개통하였다. 그 후에 고암역과 원산북항역 구간이 폐지되었고, 2018년에 옛 원산북항역보다 더 멀리 위치한 성전만 너머 답촌역까지 연장되어 오늘에 이르고 있다.

## 노선 정보
- 구간과 거리 : 옥평역～답촌역
- 역 수 : 3개 이상(양단역 포함)
- 궤도 간격 : 1435mm(표준궤)
- 전철화 구간 : 없음
- 복선 구간 : 없음

## 역 목록
| 역이름     | 구역명(舊驛名) | 영업거리 (km) | 접속노선 | 소재지        |
| ---------- | -------------- | ------------- | -------- | ------------- |
| 옥평(玉坪) | 문천(文川)     | 0.0           | 강원선   | 강원도 문천시 |
| 고암(庫岩) |                | 7.4           |          | 강원도 문천시 |
| 답촌(畓村) |                | 14.8          |          | 강원도 문천시 |

- 폐역 정보

- 옥정역(玉井驛) : 옥평역 기점 5.0km 지점에 존재하였음.
- 원산북항역(元山北港驛) : 옥평역 기점 10.3km 지점에 존재하였음.